# Жердевка
Же́рдевка — город (с 1954) в Тамбовской области России. Административный центр Жердевского района.
Образует городское поселение город Жердевка.

## География
Город расположен на границе с Воронежской областью, на реке Савала (приток Хопра, бассейн Дона), в 128 км от Тамбова.

### Климат
Преобладает умеренный климат. Зимы холодные и длинные. Лето тёплое и короткое. 
Среднегодовое количество осадков — 590 мм.

## История
Село Чибизовка стало развиваться с 1869 года в связи со строительством железной дороги «Грязи—Царицын», которая прошла рядом с селом и где возникла станция Бурнак. В ноябре 1905 года она была переименована в станцию Жердевка, названную по имени ближайшей деревни. Поселение Жердевка основал на территории Бурнакской волости в 1745 году один из однодворцев — Ф. Т. Жердев.
В марте 1924 года Чибизовка становится центром Жердевской волости. Если в 1924 году в ней насчитывалось 376 дворов и 2301 житель, то в 1926 году — 766 дворов и 2768 жителей. Быстро начинают развиваться разнообразные отрасли пищевой промышленности: сахарная, маслобойная, маслодельная, консервно-сушильная. Были построены сахарный, механический, маслодельный, кирпичный, хлебный заводы, отделение «Сельхозтехника», комбинат бытового обслуживания, пищекомбинат, были затем реконструированы завод растительных масел, птицекомбинат, сушильно-консервный завод.
Указом Президиума Верховного Совета РСФСР от 15 июля 1954 года посёлок Чибизовка преобразован в город районного подчинения, названный Жердевкой. По этому Указу в городскую черту были включены посёлок при станции Жердевка и посёлок сахарного завода (построен в 1937 году). К этому времени в населённом пункте насчитывалось уже 2500 домов, 10000 жителей.
Застройка города проходила стихийно: под влиянием рельефа, направления железнодорожных путей и других природных и этнографических факторов. Велась она в трёх районах (разделённых рекой Савалой, железнодорожной линией и ручьём Осиновка). В центральном районе разместились административные здания, главная площадь города. Стихийно сложилась и уличная сеть, где главными являются улицы Первомайская и Советская.

## Население
| 1959    | 1970    | 1979    | 1989    | 1996    | 2000    | 2001    | 2002    | 2006    |
| ------- | ------- | ------- | ------- | ------- | ------- | ------- | ------- | ------- |
| 15 267  | ↗17 506 | ↗18 476 | ↗19 218 | ↗19 500 | ↘18 500 | ↘18 200 | ↘16 557 | ↘15 900 |
| 2007    | 2008    | 2009    | 2010    | 2012    | 2013    | 2014    | 2015    | 2016    |
| ↘15 700 | ↘15 500 | ↘15 450 | ↘15 209 | ↘15 026 | ↘14 919 | ↘14 748 | ↘14 556 | ↘14 460 |
| 2017    | 2018    | 2019    | 2020    | 2021    |         |         |         |         |
| ↘14 296 | ↘14 214 | ↘13 998 | ↘13 964 | ↘13 883 |         |         |         |         |

На 1 января 2025 года по численности населения город находился на 823-м месте из 1124 городов Российской Федерации. Население - 13 383 человека.
Национальный состав
По итогам переписи населения 2020 года проживали следующие национальности (национальности менее 0,1 % и другое, см. в сноске к строке «Другие»):
| Национальность | Численность, чел. | Доля     |
| -------------- | ----------------- | -------- |
| Русские        | 12 638            | 91,03 %  |
| Азербайджанцы  | 89                | 0,64 %   |
| Армяне         | 89                | 0,64 %   |
| Украинцы       | 19                | 0,14 %   |
| Другие         | 1048              | 7,55 %   |
| Итого          | 13 883            | 100,00 % |

## Экономика
Заводы: работает сахарный завод, механический и маслодельный  не функционируют — так же, как и  овощеконсервный и кирпичный . ООО «Мясокомбинат „Жердевский“», элеватор ООО «РусАгро Тамбов».
Станция Жердевка и платформа 608 км на линии «Грязи — Поворино» Юго-Восточной железной дороги.

## Транспорт
Одноимённая железнодорожная станция соединяет город с Борисоглебском, Грязями, Липецком, Мичуринском, Балашовом.
С автовокзала города автобусы ходят в Тамбов, Воронеж, Уварово.

## Культура, наука, образование
Краеведческий музей, колледж сахарной промышленности, 3 средние школы, музыкальная школа, школа-интернат.

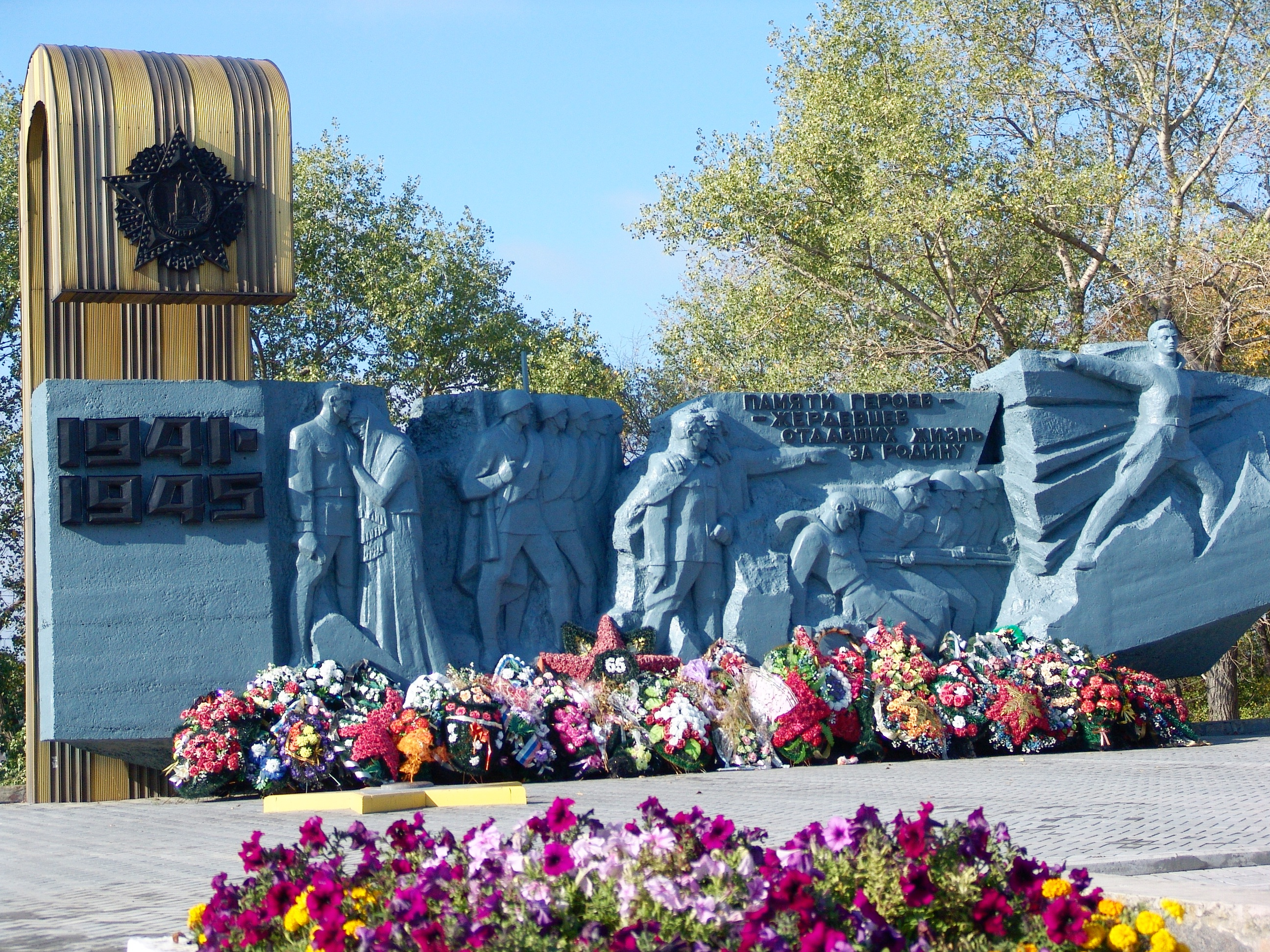
Мемориал воинам ВОВ в Жердевке
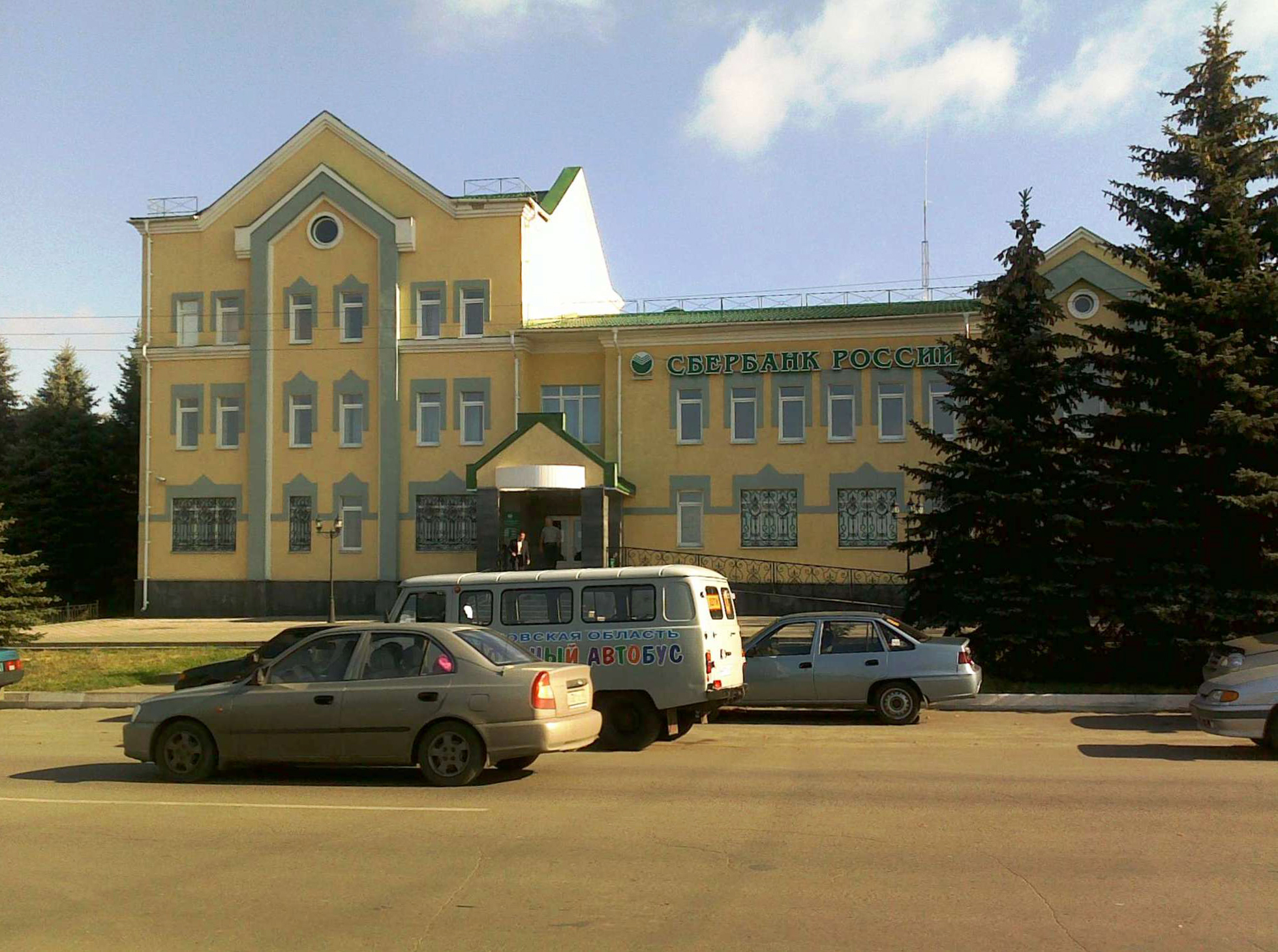
На центральной улице
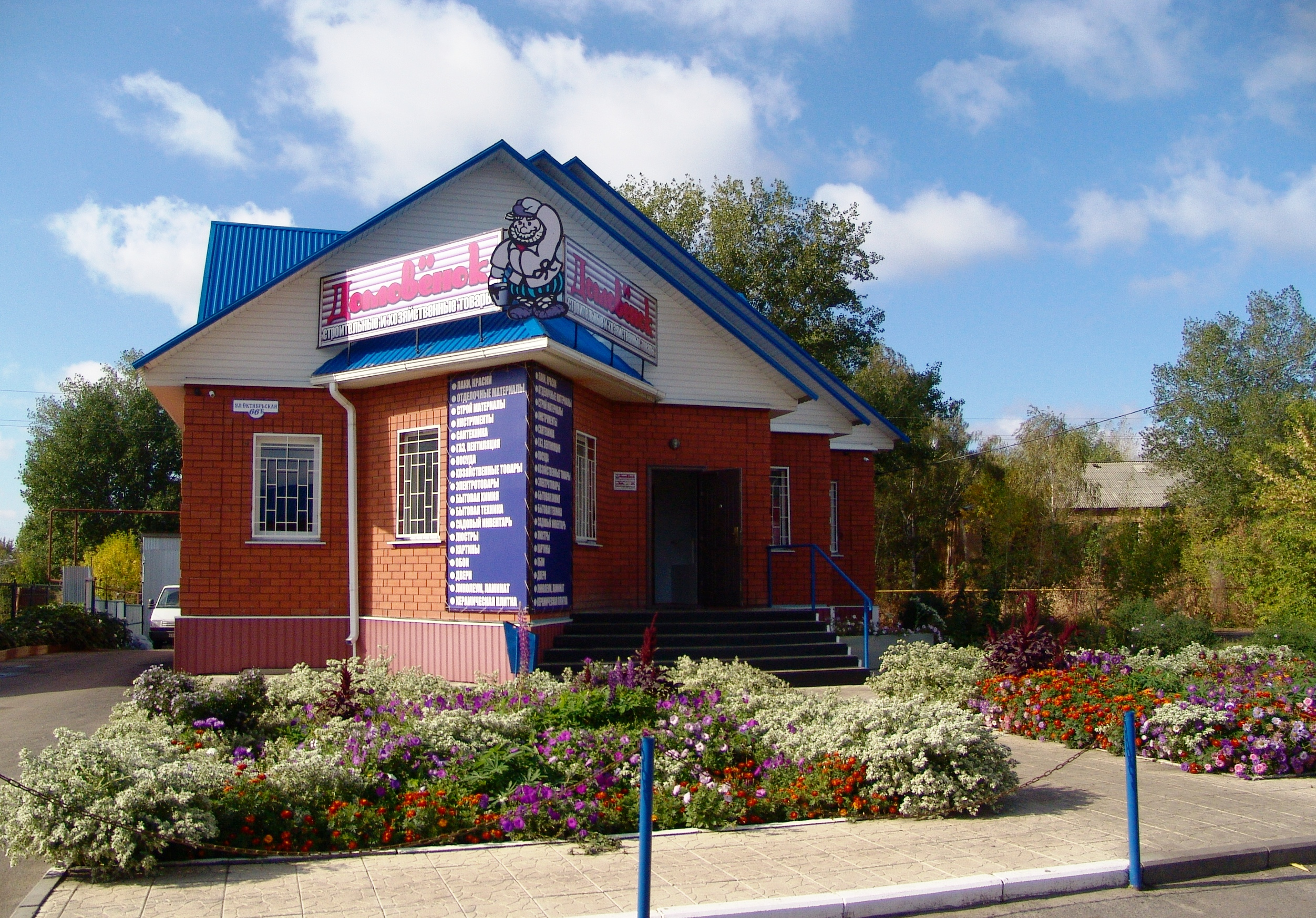
Культура торговли. Магазин с цветником